# Anatolij Barhylewytsch

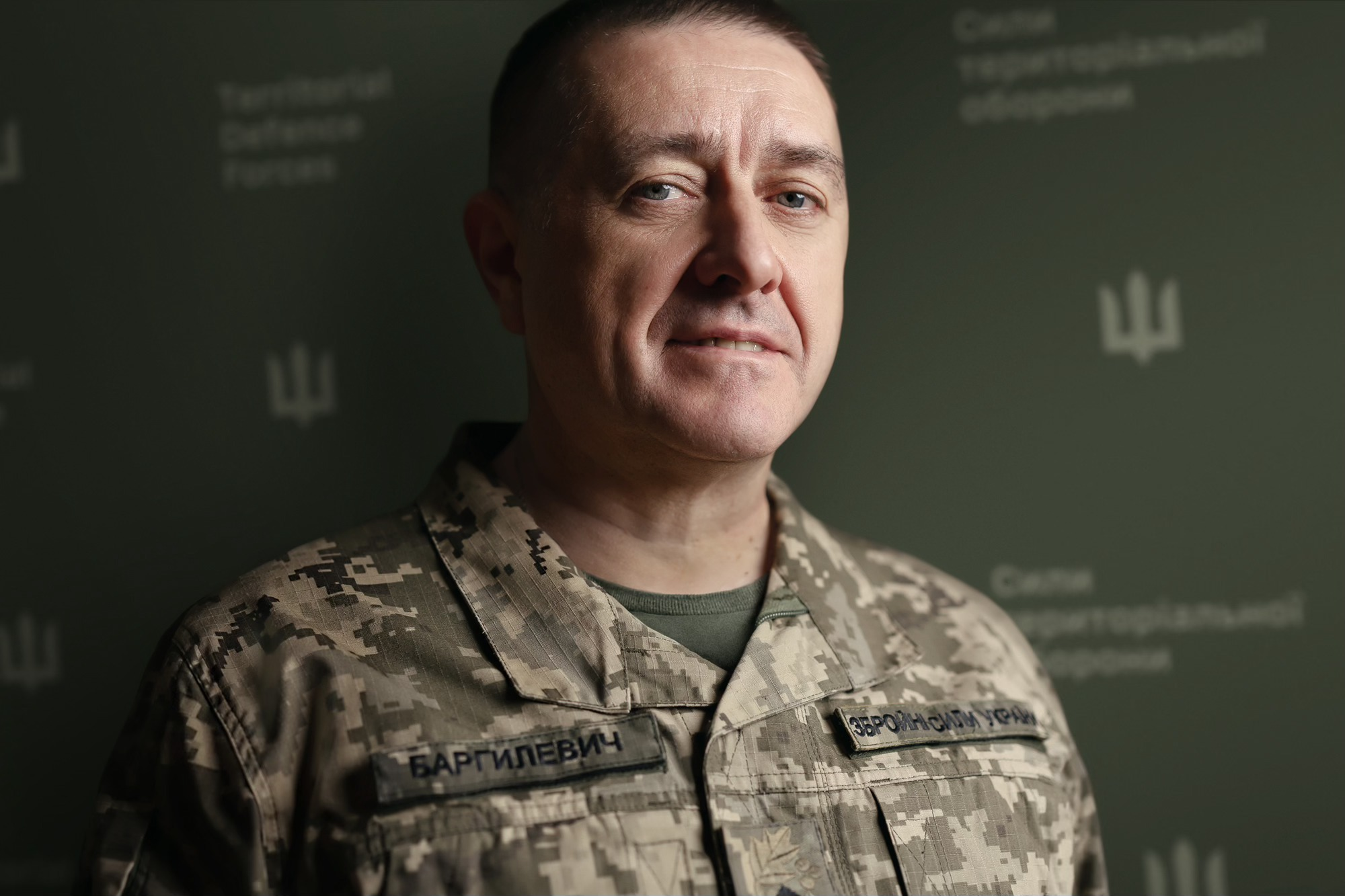
Anatolij Barhylewytsch, 2023

Anatolij Barhylewytsch (ukrainisch Анатолій Баргилевич; * 8. April 1969 in Omelianiwka, Rajon Korosten, Oblast Schytomyr) ist ein ukrainischer Generalleutnant und Stabschef der Streitkräfte. Zuvor war er seit dem 9. Oktober 2023 Kommandeur der Territorialverteidigung der Ukraine.

## Auszeichnungen
- Bohdan-Chmelnyzkyj-Orden (28. September 2022)[3]
- Bohdan-Chmelnyzkyj-Orden (11. April 2022)[4]
- Danylo-Halyzkyj-Orden (2. Dezember 2016)[5]